# والتر شولتس
والتر شولتس (بالألمانية: Walter Schulz)‏ هو فيلسوف وأستاذ جامعي ألماني، ولد في 1912 في Pawłowiczki ‏ في بولندا، وتوفي في 2000 في توبينغن في ألمانيا.

## وصلات خارجية
- والتر شولتز على موقع مونزينجر (الألمانية)